# Дылгопол
Дылгопол (болг. Дългопол) — город в Болгарии. Находится в Варненской области, входит в общину Дылгопол. Население составляет 4596 человек (2022).

## Политическая ситуация
Кмет (мэр) общины Дылгопол — Светлё Христов Якимов (Движение за права и свободы(ДПС)) по результатам выборов.